# 卡塔琳娜·舒特勒
卡塔琳娜·舒特勒（德語：Katharina Schüttler，1979年10月20日—）是德國的電視與電影女演員。她於1992年在電影《Die Lok》中首次登上銀幕。她在國際上最廣為人知的角色包括2011年電視劇《承諾》中的克拉拉·羅森鮑姆（Clara Rosenbaum），以及2013年戰爭劇《我們的父輩》中的格蕾塔·穆勒（Greta Müller）。

## 生平與演藝生涯
許特勒在科隆長大。她的父親是一位演員、導演兼前劇院總監，母親則是一名劇作家。高中畢業後，她於1999年至2003年間在漢諾威音樂、戲劇與媒體大學學習戲劇表演。
2002年，她在彼得·凱斯特米勒（Peter Kestmüller）執導的版本中，於漢諾威戲劇院演出德國首演的舞台劇《蘿莉塔》並擔任主角。
許特勒偏好演出激烈與極端的角色，尤其是處於生存邊緣與情感撕裂狀態中的人物。
2006年，她在《Theater heute》（今日劇場）雜誌的評論家年度調查中獲得表彰。